# Ronnie Burrell
Ronald Burrell , (nacido el 21 de julio de 1983 en Montclair, Estado de Nueva Jersey)  es un exjugador de baloncesto estadounidense. Con 2.04 de estatura, su puesto natural en la cancha era el de ala-pívot.

## Trayectoria

### Jugador
- Universidad de Carolina del Norte en Greensboro (2001-2005)
- Gainesville Knights (2005)
- Levallois (2005-2006)
- Köln 99ers (2006-2007)
- Telekom Baskets Bonn (2007-2008)
- Asseco Prokom Gdynia (2008-2011)
- EWE Baskets Oldenburg  (2011-2013)
- BBC Bayreuth  (2013-2015)
- Basket Club d'Orchies (2015-2016)
- Lille Métropole Basket Clubs (2016)

### Entrenador
- Long Island Nets (Asist.) (2019-2020)
- Long Island Nets (2022-2023)
- Brooklyn Nets (Asist.) (2023-presente)